# Richard Schorr
| 869 Mellena     | 9 maggio 1917   |
| 1240 Centenaria | 5 febbraio 1932 |

Richard Reinhard Emil Schorr (Cassel, 20 agosto 1867 – Bad Gastein, 21 settembre 1951) è stato un astronomo tedesco.
Dal 1889 al 1891 fu assistente editore dell'Astronomische Nachrichten all'Osservatorio di  Kiel. Nel 1899, alla morte di George Rümker, divenne direttore dell'Osservatorio di Amburgo dove era entrato nel 1892 come osservatore. Sotto la sua direzione si portò a compimento nel 1912 la costruzione di un secondo edificio nei sobborghi della città.
Schorr concentrò i propri studi sull'astrometria, la misurazione dei valori di moto proprio e l'osservazione delle eclissi solari. Creò cataloghi di vari oggetti celesti, il più noto dei quali è l'AGK2. Organizzò otto spedizioni per le osservazioni di eclissi, prendendo parte a 7 di esse.
Le osservazioni per il catalogo AGK2 si basarono sull'esame di oltre 1700 lastre fotografiche ottenute tra il 1913 e il 1920. Schorr e Holger Thiele usarono le stesse lastre anche per individuare nuovi asteroidi e comete.
Sotto la sua direzione, Bernhard Schmidt ebbe la possibilità di sperimentare nuovi sistemi ottici che portarono a poter dotare l'osservatorio di nuovi telescopi. Nel 1930 gli esperimenti culminarono nell'invenzione del primo Telescopio Schmidt.
Nel 1941, per raggiunti limiti di età, rassegnò le dimissioni scegliendo dapprima come successore Walter Baade, che preferì restare all'Osservatorio di Monte Wilson negli Stati Uniti, e poi Otto Heckmann.
Il Minor Planet Center gli accredita la scoperta di due asteroidi, effettuate tra il 1917 e il 1932. Scoprì inoltre la cometa, poi perduta, D/1918 W1 (Schorr).
Gli sono stati dedicati l'asteroide 1235 Schorria e il cratere Schorr sulla Luna.